# Manota occulta
Manota occulta är en tvåvingeart som beskrevs av Heikki Hippa och Papp 2007. Manota occulta ingår i släktet Manota och familjen svampmyggor.
Artens utbredningsområde är Thailand. Inga underarter finns listade i Catalogue of Life.